# Comisión Internacional contra la Impunidad en Guatemala
Die Comisión Internacional contra la Impunidad en Guatemala (Internationale Kommission gegen die Straffreiheit in Guatemala, CICIG) war eine Körperschaft der UNO, die, durch eine Übereinkunft von Guatemala und UNO am 12. Dezember 2006, damit beauftragt ist, Schwerverbrechen in Guatemala zu verfolgen und Impunität zu verhindern. Ihre Tätigkeit nahm sie Ende 2007 auf. Ihre Ermittlungen gegen die politische Elite des Landes und deren Verstrickungen in Korruption und das Organisierte Verbrechen brachten der CICIG von Anfang an harsche Kritik ein. Immer wieder gab es Versuche, das Mandat der Kommission zu beenden. Sie wurde auch Ziel von Verleumdungskampagnen. Jimmy Morales verfügte ihre Ausweisung aus Guatemala, das Mandat von CICIG endete am 3. September 2019.

## Mitarbeiter
Bis Juli 2010 wurde die Kommission von Carlos Castresana geleitet. Ihm folgte Francisco DallAnese (Generalstaatsanwalt aus Costa Rica) nach. Seit 2013 fungierte der Kolumbianer Iván Vélasquez Gómez als Leiter.
Im Oktober 2012 übernahm der Staatsanwalt von Palermo, Antonio Ingroia, die Leitung der Fahndungseinheit der Kommission.

## Fälle

### Übersicht
| Jahr      | Fall                                                            | Delikt                                              | Verdächtige/Angeklagte                                                      | Beschreibung |
| --------- | --------------------------------------------------------------- | --------------------------------------------------- | --------------------------------------------------------------------------- | ------------ |
| 2006      | Gefängnis „Pavón“ und PARLACEN                                  | Außergerichtliche Hinrichtungen                     | Carlos Vielman, Erwin Sperisen, Javier Figueroa, Alejandro Giammattei u. a. | s. u.        |
| 2008–2009 | Alfonso Portillo                                                | Veruntreuung                                        | Alfonso Portillo                                                            |              |
| 2008–2012 | Adolfo Vivar                                                    | Betrug                                              | Adolfo Vivar                                                                |              |
| 2009      | Rodrigo Rosenberg                                               | Totschlag                                           |                                                                             |              |
| 2012      | Marlene Blanco Lapola                                           | Außergerichtliche Hinrichtungen                     | Marlene Blanco Lapola                                                       |              |
| 2013      | Generaldirektion für Migration (Dirección General de Migración) | Illegale Einwanderung und Menschenhandel            |                                                                             |              |
| 2014      | „Los Mendoza“                                                   | Drogenhandel                                        |                                                                             |              |
| 2014      | Byron Lima Oliva                                                | Korruption                                          | Byron Lima Oliva                                                            | s. u.        |
| 2015      | Fall „La Línea“                                                 | Zollbetrug                                          | Otto Pérez Molina, Roxana Baldetti u. a.                                    | s. u.        |
| 2015      | Fall „IGSS-Pisa“                                                | Korruption                                          |                                                                             |              |
| 2015      | Fall „Redes en Guatemala“                                       | Betrug und Amtsmissbrauch                           |                                                                             |              |
| 2015      | Finanzierung der Wahlen von 2015                                | Illegale Wahlkampffinanzierung                      |                                                                             |              |
| 2016      | Straflosigkeit und Betrug bei der „SAT“                         | Steuerbetrug                                        |                                                                             |              |
| 2016      | Säuberung des Amatitlán-Sees                                    | Umweltdelikte und Betrug                            | Roxana Baldetti u. a.                                                       |              |
| 2016      | Fall „Cooptación del Estado“                                    | Korruption, Veruntreuung, organisierte Kriminalität | Otto Pérez Molina, Roxana Baldetti u. a.                                    |              |

### Untersuchungen zu Hinrichtungen
Im August 2010 stellte die Kommission Haftbefehle wegen Steuerung einer kriminellen Vereinigung, Mord, Drogenhandel, Geldwäsche, Entführung und Erpressung gegen Carlos Vielman (ehemaliger Innenminister), Erwin Sperisen (Polizeichef), Javier Figueroa (Vize-Polizeichef), Alejandro Giammattei (Chef des nationalen Gefängniswesens) und 14 weitere ehemalige Regierungsfunktionären aus.
So soll in verschiedenen Fällen von außergerichtlichen Hinrichtungen verhandelt werden. Im Oktober 2005 waren Häftlinge ermordet worden, die aus dem Gefängnis El Infiernito geflohen waren. Außerdem werden sieben außergerichtliche Hinrichtungen im Gefängnis von El Pavón vom Morgen des 25. September 2006 verhandelt.

#### Parlacen-Affäre
In Folge der Ermordung der salvadorianischen Parlacen-Abgeordneten und mutmaßlichen Drogen- und Devisenschmuggler Eduardo d’Aubuisson, William Pichinte und José Ramón González, sowie von deren Fahrer, nahe dem guatemaltekischen Ort El Jocotillo, kam es kurz darauf zur Ermordung von vier mutmaßlich für die Tat verantwortlichen Polizisten und eines Verdächtigten im Innenministerium, Victor Rivera, der wenige Monate später ebenfalls ermordet wurde. Die CICIG ermittelte acht Jahre lang zu den Hintergründen dieser als Parlacen-Affäre bekannt gewordenen außergerichtlichen Hinrichtungen.
Carlos Vielman
Vielman wurde am 13. Oktober 2010 in Madrid verhaftet und im November wieder entlassen. Gegen ihn ist ein Auslieferungsverfahren anhängig. Ex-Gefängnisdirektor Alejandro Giammattei stellte sich den guatemaltekischen Behörden.
Erwin Sperisen
Der schweizerisch-guatemaltekische Doppelbürger Erwin Sperisen floh im April 2007 in die Schweiz. Die CICIG warf ihm die Anordnung von außergerichtlichen Hinrichtungen und die Bildung einer kriminellen Organisation vor. Als Doppelbürger durfte er nicht nach Guatemala ausgeliefert werden. Aufgrund eines Rechtshilfeverfahrens wurde er aber am 31. August 2012 in Genf verhaftet. Er wurde im April 2018 in der Schweiz wegen Beihilfe zum siebenfachen Mord in Guatemala zu einer Gefängnisstrafe von 15 Jahren verurteilt. Das Urteil wurde 2023 nach Intervention beim EGMR vom Schweizer Bundesgericht aufgehoben. Im September 2024 wurde er von der Genfer Berufungs- und Revisionsstrafkammer der Beihilfe zum Mord an sieben Häftlingen schuldig gesprochen und zu 14 Jahren Haft verurteilt. Das Urteil zieht Sperisen weiter ans Bundesgericht.
Javier Figueroa
Ein Haftbefehl bestand schon seit 2007, ein internationaler Haftbefehl seit August 2010. 2007 flüchtete Figueroa nach Österreich, wo er im Erstaufnahmezentrum Thalham einen Asylantrag stellte der positiv entschieden wurde. Am 23. Mai 2011 wurde Javier Figueroa, ehemaliger Vize-Polizeichef von Guatemala, auf Betreiben der CICIG in Österreich festgenommen und kam wegen Verdunkelungsgefahr in Haft. Die Kommission wirft ihm die Beteiligung an der Tötung von mindestens zehn Häftlingen in den Jahren 2005 und 2006 vor. Guatemala verzichtete im Voraus auf die Todesstrafe, um Österreich die Auslieferung zu ermöglichen.
Österreich entschied wegen der instabilen politischen Lage in Guatemala gegen eine Auslieferung und für einen Prozess in Österreich. Figueroa wurde vorgeworfen, an außergerichtlichen Hinrichtungen von sieben Häftlingen am Morgen des 25. September 2006 beteiligt gewesen zu sein. Der Prozess begann am 10. September 2013 in Ried im Innkreis. Am 10. Oktober 2013 wurde Figueroa von den Geschworenen freigesprochen.

### Byron Lima
Anfang September 2014 veröffentlichte die Kommission Ermittlungsergebnisse zu Byron Lima. Der ehemalige Oberst der guatemaltekischen Armee war 1998 am Mord an dem Bischof und Menschenrechtsaktivisten Juan Gerardi beteiligt. Er wurde zu 30 Jahren Haft verurteilt. In Haft baute er dann ein umfangreiches kriminelles Netzwerk auf, dessen Aktivitäten die Kommission unter Vélasquez Gómez aufdeckte.

### Otto Pérez Molina
Anfang September 2015 zwangen die von der CICIG präsentierten Beweise den damaligen Präsidenten des Landes, Otto Pérez Molina, zum Rücktritt. Seither sitzt er in Untersuchungshaft. Seit August 2016 muss er sich vor Gericht verantworten.
Er war – zusammen mit Vizepräsidentin Roxana Baldetti – in das Korruptionsnetzwerk „La Línea“ verwickelt, das gegen Bestechungsgelder im großen Stil Importwaren am Zoll vorbeischleuste. Insgesamt sollen 60 Millionen Euro geflossen sein. Die Ermittler werteten etwa 90.000 Ton- und 30.000 Schriftdokumente aus.

### Weitere Aktivitäten
Am 25. Juni 2015 leitete die CICIG gemeinsam mit der Generalstaatsanwaltschaft ein Vorverfahren gegen den Abgeordneten Pedro Muadi ein und ließ das Personalbüro des Kongresses durchsuchen. Am 25. August 2017 leitete die Staatsanwaltschaft zusammen mit der CICIG ein Verfahren gegen die Parteien UNE, Lider und FCN des amtierenden Präsidenten Jimmy Morales wegen illegaler Wahlkampffinanzierung ein und beantragte die Aufhebung der Immunität des Staatschefs. Am 26. August 2017 ordnete Präsident Morales die Ausweisung von Chefermittler Velásquez an. Kurz vor Ende des Mandats der CICIG wurde Sandra Torres im Zusammenhang mit Unregelmäßigkeiten der Wahlkampffinanzierung von UNE verhaftet.